# Митраков, Иван Лукич
Ива́н Луки́ч Митрако́в (2 [15] октября 1905 — 1995) — советский государственный деятель, народный комиссар промышленности стройматериалов РСФСР, заместитель министра внутренних дел СССР, начальник ГУ СДС МВД СССР «Дальстрой» (1950—1956), горный генерал-директор 2-го ранга.

## Биография
Родился 30 марта 1905 года в селе Снопот (Снопоть) Брянского уезда (ныне Рогнединского района Брянской области).
В 1917 году окончил четырёхклассную сельскую школу, в 1925 — школу II ступени. Затем работал заведующим избой-читальней (избачом), заведующим волостным отделом народного образования. В 1927—1928 гг. служил в дивизии особого назначения им. Ф. Э. Дзержинского войск ОГПУ, затем был обдирщиком на хрустальном заводе в городе Дятьково, с 1929 г. — на Сукремльском чугунолитейном заводе (председатель профкома). В июле 1929 года вступил в ВКП(б) и с этого времени находился на профсоюзной и партийной работе: ответственный секретарь заводской ячейки ВКП(б), зав. агитмассовым отделом Людиновского райкома ВКП(б) Западной области.
В январе 1932 г. поступил на факультет шахтного строительства Томского горного института, в сентябре 1932 г. перевёлся в Московский горный институт им. И. В. Сталина (сегодня — Горный институт НИТУ «МИСиС»), после окончания которого в 1937 году сразу же был назначен директором Свердловского горного института. В январе 1939 г. назначен заведующим промышленно-транспортным отделом Свердловского обкома ВКП(б), а 26 февраля 1939 года решением Политбюро ЦК ВКП(б) был назначен председателем Свердловского облисполкома (утверждён в должности облсоветом 2 марта 1939 г.).
В июне 1942 года был переведён в Москву на должность наркома промышленности строительных материалов РСФСР, а через полгода стал заместителем председателя Государственной плановой комиссии при СНК СССР (Госплана) Н. А. Вознесенского. В марте 1946 года был назначен заместителем министра промышленности строительных материалов СССР по общим вопросам.
20 августа 1949 года назначен заместителем министра внутренних дел СССР. В ведении МВД СССР к тому времени осталась лишь система исправительно-трудовых лагерей и строек с использованием труда заключённых. В обязанности Митракова входило курирование «Дальстроя», «Енисейстроя», СГУ, 5, 6 и 7-го спецотделов МВД СССР. В этой должности оставался до 18 марта 1953 года.
30 сентября 1950 года зам. министра внутренних дел СССР И. Л. Митраков по совместительству назначен начальником ГУ СДС МВД СССР «Дальстрой» — вместо умершего в августе того же года генерал-майора И. Г. Петренко. Во время объединения органов внутренних дел и госбезопасности в марте 1953 года «Дальстрой» был передан в ведение Министерства металлургической промышленности СССР, но Митраков продолжал возглавлять «Дальстрой» до февраля 1956 года.
С 7 февраля 1956 года — заместитель председателя, с октября 1959 и вплоть до выхода на пенсию в 1969 году — начальник отдела Комитета по делам изобретений и открытий при Совете Министров СССР.
Персональный пенсионер союзного значения. В последние годы жил в Москве.

## Награды
- орден Ленина (29.05.1944)
- медали